# Anni Wendler
Anne-Kathrin „Anni“ Wendler (* 4. Dezember 1985 in Schwerin) ist eine ehemalige deutsche Schauspielerin und Model. Bekannt wurde sie durch ihre Teilnahme bei Germany’s Next Topmodel im Jahre 2007 und durch eine Nebenrolle in der Telenovela Anna und die Liebe.

## Leben und Karriere
Wendler wohnt in Schwerin. Nach ihrer Ausbildung zur Rechtsanwaltsfachangestellten arbeitete sie in einer Boutique ihrer Mutter.
Durch ihre Teilnahme an der zweiten Staffel der ProSieben Castingshow Germany’s Next Topmodel im Jahre 2007 gelangte Wendler an zahlreiche Werbeaufträge. Sie konnte nach ihrem Ausscheiden als im Finale Unterlegene fünf Verträge mit großen Konzernen unterschreiben, unter anderem für Jules Mumm, Star force und für die We love Winter-Kampagne. Sie modelte unter anderem für Erika Hendrix, Hallhuber und Max Factor.
2007 war sie bei H3 – Halloween Horror Hostel in der Nebenrolle der „Paris“ zu sehen. Außerdem besuchte sie zusammen mit Elton die Games Convention, spielte in einer Episode der Kabel eins Sendung Quiz Taxi mit und war 2008 bei The next Uri Geller dabei. Auch in einigen Musikvideos war sie zu sehen, so im Video zum Song Zwei Sommer von Kim Frank, im Video zu Mein Automobil von Max Mutzke und im Video zu She's not alone von Oliver Lawrence.
Wendler erreichte größere Bekanntheit, nachdem sie in die Sat.1-Telenovela Anna und die Liebe eingestiegen war. Dort spielte sie die Nebenrolle der Büromitarbeiterin „Elke“. 2010 gewann sie die erste Staffel der Model-WG. Danach lebte und arbeitete sie einige Zeit in New York City und ging für ein halbes Jahr nach Santa Monica in Kalifornien. Anschließend beendete sie ihre Model- und Schauspielkarriere und ging zurück nach Schwerin, wo sie seitdem als Zahntechnikerin arbeitet.

## Filmografie

### Fernsehen
- 2007: Germany’s Next Topmodel (2. Staffel, Zweitplatzierte)
- 2007: H3 – Halloween Horror Hostel
- 2007: Games Convention
- 2007: Quiz Taxi Mallorca
- 2007: Extreme Activity
- 2008: The next Uri Geller
- 2008–2009: Anna und die Liebe (Folgen 7–194)
- 2009: Das perfekte Promi-Dinner (Ausstrahlung 1. März 2009)
- 2010: Die Model-WG (1. Staffel, Siegerin)

### Kino
- 2009: Männerherzen (Nebenrolle)

### Model
- 2008: Erika Hendrix Kampagne
- 2008: Hallhuber Kampagne
- 2009: Max Factor Kampagne

### Werbekampagnen
- 2007: Jules Mumm
- 2007: Russell Hobbs Haarstylingprodukte
- 2007: Star force Kampagne mit Christoph Maria Herbst (ProSieben)
- 2007: We love Winter Kampagne (ProSieben)
- 2007: Hallhuber Kampagne